# Sociologia religiilor

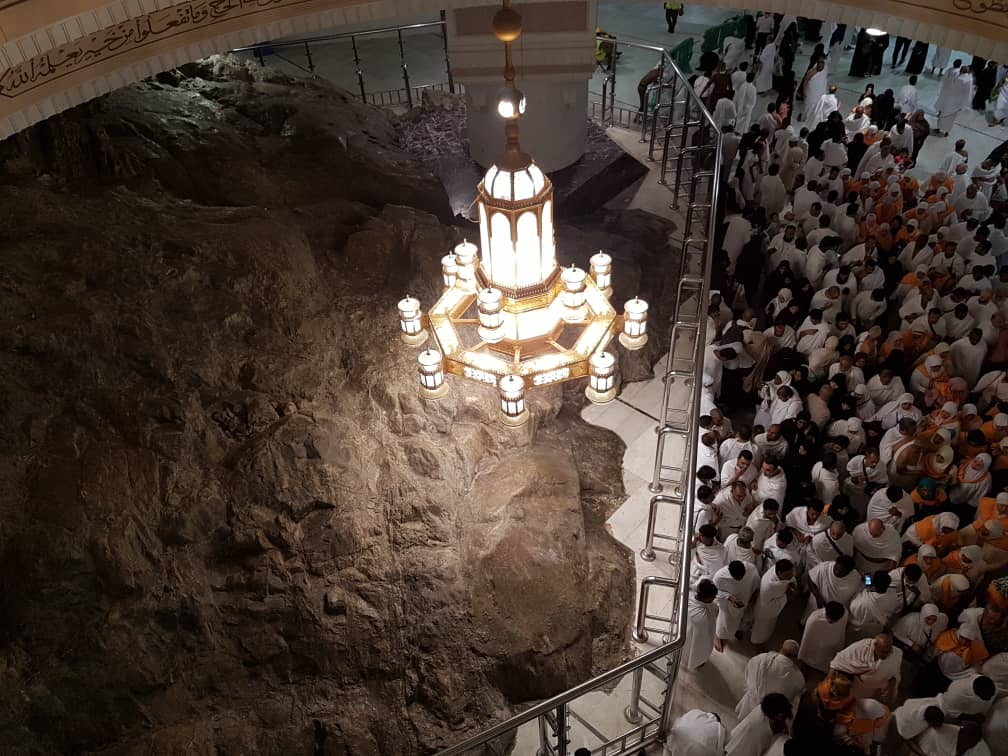
Pelerini musulmani care stau în fața muntelui Safa de la care pot începe Hajj și Umrah.

Sociologia religiilor este studiul credințelor, practicilor și formelor de organizare ale religiilor folosind instrumentele și metodele sociologice. Această analiză obiectivă poate include atât utilizarea metodelor cantitative (anchete pe bază de chestionar, sondaje de opinie, analize demografice și de recensământ) cât și a celor calitative (cum ar fi observarea participativă, intervievarea și analiza materialelor de arhivă, istorice și documentare). 
Sociologia modernă ca și disciplină academică a început cu analiza religiei prin studiul asupra ratelor sinuciderii în rândul catolicilor și protestanților a lui Émile Durkheim din 1897. Această operă fundamentală pentru cercetarea socială a ajutat la distingerea sociologiei de alte discipline precum psihologia. Lucrările lui Karl Marx (1818-1883) și Max Weber (1864-1920) au evidențiat relația dintre religie și structura economică sau structura socială a societății. Dezbaterile contemporane s-au axat pe probleme precum secularizarea, religia civilă și coeziunea religiei în contextul globalizării și al multiculturalismului. Sociologia contemporană poate cuprinde de asemenea sociologia ireligiozității (de exemplu, analiza sistemelor de credințe umanist seculare).
Sociologia religiilor se distinge de filozofia religiilor deoarece nu încearcă să evalueze validitatea credințelor religioase. Procesul de comparare a mai multor dogme care se contrazic poate necesita ceea ce Peter L. Berger a descris ca „ateism metodologic” inerent. De asemenea, sociologia religiilor diferă mult de teologie, asumând o poziție indiferentă față de supranatural, dar teoreticienii tind să recunoască reificarea socio-culturală și practicile religioase.

## Sociologia clasică
Teoreticienii clasici, de marcă ai sociologiei de la sfârșitul secolului 19 și începutul secolului 20 precum Émile Durkheim, Max Weber și Karl Marx au fost extrem de interesați de religie și efectele acesteia asupra societății. La fel ca ideile lui Platon și Aristotel din Grecia Antică și a filozofilor iluminiști din secolul 17 până în secolul 19, ideile exprimate de acești sociologi continuă să fie examinate și astăzi. Durkheim, Marx și Weber au avut teorii foarte complexe și dezvoltate despre natura și efectele religiei. Dintre aceștia, Durkheim și Weber sunt adeseori mai dificil de înțeles, în special din cauza lipsei de context și a exemplelor din textele lor originale. Religia a fost considerată a fi o variabilă socială extrem de importantă în lucrările celor trei.

### Karl Marx
Potrivit lui Kevin J. Christiano et al., „Marx a fost produsul Iluminismului, îmbrățișând apelul său de a înlocui credința cu rațiune și religia cu știința”. Dar el „nu a crezut în știință de dragul științei... el a considerat că a avansat și o teorie care ar fi … un instrument util … [în] pornirea unei revoluții a sistemului capitalist în favoarea socialismului”.  Ca atare, baza argumentelor sale a fost că oamenii sunt cel mai bine ghidați de rațiune. Religia, susținea Marx, era o piedică semnificativă în calea rațiunii, mascând în mod inerent adevărul și îndrumând greșit adepții acesteia.  Marx a văzut alienarea ca fiind baza inegalităților sociale. Opusul acestei alienări este libertatea. Astfel, a promova libertatea înseamnă a prezenta indivizilor adevărul și a le oferi posibilitatea de a-l accepta sau nu. În acest sens, „Marx nu a sugerat niciodată că religia ar trebui interzisă”. 
Centrală pentru teoriile lui Marx a fost situația economică opresivă în care acesta trăia. Odată cu ascensiunea industrialismului european, Marx și colegul său Friedrich Engels au fost martori și au răspuns la creșterea a ceea ce el a numit „plus valoare”. Viziunea lui Marx asupra capitalismului i-a înfățișat pe capitaliștii bogați devenind și mai bogați și pe muncitorii lor și mai săraci (decalajul, exploatarea, era „plusvaloarea”). Nu numai că muncitorii au fost exploatați, dar în acest proces au fost și mai înstrăinați de produsele pe care le-au creat. Prin simpla vânzare a muncii lor contra salariului, „muncitorii pierd simultan legătura cu obiectul muncii și devin ei înșiși obiecte. Muncitorii sunt devalorizați la nivelul unei mărfuri – unui obiect…”  Din această obiectivare vine înstrăinarea. Muncitorul obișnuit este făcut să creadă că el sau ea este un instrument care poate fi înlocuit și este înstrăinat până la un punct de nemulțumire extremă. Aici, în ochii lui Marx, intră religia. Capitalismul folosește tendința noastră către religie ca instrument sau aparat ideologic de stat pentru a justifica această alienare. Creștinismul ne învață că cei care adună bogății și putere în această viață aproape sigur nu vor fi răsplătiți în următoarea ("este mai greu pentru un bogat să intre în Împărăția Cerurilor decât pentru o cămilă să treacă prin urechile unui ac ...") oamenii care suferă de asuprire și sărăcie în această viață, dacă își cultivă bogăția spirituală vor fi răsplătiți în Împărăția lui Dumnezeu. De aici renumitul citat al lui Marx – „religia este opiul popoarelor ”, deoarece îi liniștește și le amorțește simțurile față de durerea opresiunii. Unii savanți au observat recent că aceasta este o metaforă contradictorie (sau dialectică), referindu-se la religie atât ca fiind o expresie a suferinței, cât și ca fiind un protest împotriva acesteia. 

### Émile Durkheim
Émile Durkheim s-a plasat în tradiția pozitivistă, ceea ce înseamnă că a considerat studiul său despre societate ca fiind obiectiv și științific. Era profund interesat de ceea ce ținea împreună societățile moderne complexe. Religia, a susținut el, a fost o expresie a coeziunii sociale.
În munca de teren care a dus la faimoasa lucrare Forme elementare ale vieții religioase, Durkheim, un francez laic, a analizat date antropologice de la australieni indigeni. Interesul său fundamental a fost să înțeleagă formele de bază ale vieții religioase pentru toate societățile. În Forme elementare, Durkheim susține că totemurile pe care aborigenii le venerează sunt de fapt expresii ale propriilor concepții despre societate. Acest lucru este valabil nu numai pentru aborigeni, susține el, ci și pentru toate societățile.
Religia, pentru Durkheim, nu este „imaginară”, deși el o privează de ceea ce mulți credincioși consideră esențial.  Religia este foarte reală; este o expresie a societății însăși și, într-adevăr, nu există societate care să nu aibă religie. Noi ca indivizi percepem o forță mai mare decât noi înșine, care este viața noastră socială, și dăm acestei percepții o înfățișare supranaturală. Ne exprimăm apoi religios în grupuri, ceea ce mărește puterea simbolică, după Durkheim. Religia este o expresie a conștiinței noastre colective, care este fuziunea tuturor conștiințelor noastre individuale, care apoi creează o realitate proprie.
Din acesta rezultă, așadar, că societățile mai puțin complexe, cum ar fi aborigenii australieni, au sisteme religioase mai puțin complexe, implicând totemuri asociate cu anumite clanuri. Cu cât o anumită societate este mai complexă, cu atât sistemul religios este mai complex. Pe măsură ce societățile intră în contact cu alte societăți, există o tendință ca sistemele religioase să sublinieze universalismul într-o măsură din ce în ce mai mare. Cu toate acestea, pe măsură ce diviziunea muncii face ca individul să pară mai important (un subiect pe care Durkheim îl tratează pe larg în celebra sa lucrare Diviziunea muncii sociale), sistemele religioase se concentrează tot mai mult pe mântuirea și conștiința individuală.
Definiția religiei a lui Durkheim, din Forme elementare, este următoarea: „O religie este un sistem unificat de credințe și practici legate de lucrurile sacre, adică lucrurile puse deoparte și interzise – credințe și practici care se unesc într-o singură comunitate morală numită Biserică și toți cei care aderă la acestea”.  Aceasta este o definiție funcțională a religiei, adică explică ceea ce face religia în viața socială: în esență, ea unește societățile. Durkheim a definit religia ca fiind o distincție clară între sacru și profan, de fapt aceasta poate fi paralelă cu distincția dintre Dumnezeu și oameni.
De asemenea, această definiție nu stipulează ce anume poate fi considerat sacru. Astfel, sociologii de mai târziu (în special Robert Neelly Bellah) au extins cunoștințele durkheimiene pentru a vorbi despre noțiunile de religie civilă sau religia unui stat. Religia civilă americană, de exemplu, s-ar putea spune că are propriul său set de „lucruri” sacre: steagul Statelor Unite, Abraham Lincoln, Martin Luther King Jr. etc. Alți sociologi au luat conceptul lui Durkheim despre ceea ce este religia  și l-au aplicat în direcția religiei sporturilor profesioniste, a armatei sau a muzicii rock.

### Max Weber
Max Weber a publicat patru texte majore despre religie în contextul sociologiei economice și teza sa de raționalizare: Etica protestantă și spiritul capitalismului (1905), Religia în China: confucianism și taoism (1915), Religia în India: sociologia hinduismului și budismului (1915) și a Iudaismului antic (1920).
În sociologia sa, Weber folosește termenul german „Verstehen” pentru a descrie metoda sa de interpretare a intenției și a contextului acțiunii umane. Weber nu este un pozitivist; el nu crede că putem descoperi „informații factuale” în sociologie care pot fi legate cauzal. Deși crede că se pot face unele afirmații generalizate despre viața socială, nu este interesat de afirmațiile pozitiviste dure, ci mai degrabă de legături și secvențe, de narațiuni istorice și de cazuri particulare. 
Weber pledează pentru a da sens acțiunii religioase în proprii ei termeni. Un grup religios sau un individ sunt influențați de tot felul de lucruri, spune el, dar dacă pretind că acționează în numele religiei, ar trebui să încercăm să înțelegem mai întâi perspectiva lor asupra motivelor religioase. Weber acordă religiei credit pentru modelarea imaginii unei persoane despre lume, iar această imagine a lumii poate afecta viziunea persoanei asupra intereselor sale și, în cele din urmă, modul în care decide să acționeze.
Pentru Weber, religia este cel mai bine înțeleasă ca răspunzând nevoii umane de teodicee și soteriologie. Ființele umane sunt tulburate, spune el, de întrebarea teodiceei – cum poate să coexiste puterea extraordinară a unui zeu divin cu imperfecțiunea lumii pe care a creat-o și pe care o stăpânește. Oamenii trebuie să știe, de exemplu, de ce există noroc nemeritat și suferință în lume. Religia oferă oamenilor răspunsuri soteriologice sau răspunsuri care oferă oportunități de mântuire – scutire de suferință și sens liniștitor. Căutarea mântuirii, ca și căutarea bogăției, devine o parte a motivației umane.
Deoarece religia ajută la definirea motivației, Weber credea că religia (și în special calvinismul) a ajutat de fapt la nașterea capitalismului modern, așa cum a afirmat în lucrarea sa cea mai faimoasă și controversată, Etica protestantă și spiritul capitalismului.
În Etica protestantă, Weber susține că capitalismul a apărut în Europa în parte din cauza modului în care credința în predestinare a fost interpretată de puritanii englezi obișnuiți. Teologia puritană s-a bazat pe noțiunea calvină că nu toată lumea va fi mântuită. Existau doar un anumit număr de oameni aleși care ar evita damnarea, iar acest lucru se baza pe voința predeterminată a lui Dumnezeu și nu pe orice acțiune pe care ai putea să o faci în această viață. Doctrina oficială susținea că nu se poate ști niciodată cu adevărat dacă cineva este printre aleși.
Practic, a remarcat Weber, acest lucru a fost dificil din punct de vedere psihologic: oamenii erau nerăbdători să știe dacă vor fi blestemați veșnic sau nu. Astfel, liderii puritani au început să-i asigure pe membri că, dacă au început să se descurce bine din punct de vedere financiar în afacerile lor, acesta ar fi un semn neoficial că au aprobarea lui Dumnezeu și că se numără printre cei mântuiți – dar numai dacă își foloseau bine roadele muncii lor. Acest lucru, împreună cu raționalismul implicat de monoteism, a condus la dezvoltarea contabilității raționale și la căutarea calculată a succesului financiar dincolo de cele necesare pentru a supraviețui pur și simplu - și acesta este „spiritul capitalismului”.  De-a lungul timpului, obiceiurile asociate cu spiritul capitalismului și-au pierdut semnificația religioasă, iar căutarea rațională a profitului a devenit un scop în sine.
Teza din Etică protestantă a fost mult criticată, rafinată și contestată, dar este încă o sursă vie de dezbatere teoretică în sociologia religiilor. Weber a scris, de asemenea, lucrări considerabile asupra religiilor lumii, inclusiv despre hinduism și budism.
În lucrarea sa magistrală Economie și societate, Weber a distins trei tipuri ideale de atitudini religioase: 
1. misticismul trecător al lumii
2. asceza care respinge lumea
3. asceza interioară.

De asemenea, a distins magia ca activitate pre-religioasă.

## Perspective teoretice

### Antropologie simbolică și fenomenologie
Antropologia simbolică și unele versiuni ale fenomenologiei susțin că toți oamenii au nevoie de o asigurare că lumea este un loc sigur și ordonat - adică au nevoie de securitate ontologică.  Prin urmare, toate societățile au forme de cunoaștere care îndeplinesc această sarcină psihologică. Incapacitatea științei de a oferi confort psihologic și emoțional explică prezența și influența cunoștințelor neștiințifice în viețile oamenilor, chiar și în lumea rațională.

### Funcționalism
Spre deosebire de antropologia și fenomenologia simbolică, funcționalismul indică beneficiile pentru organizarea socială pe care le oferă sistemele de credință neștiințifice și pe care cunoștințele științifice nu le pot oferi. Sistemele de credință sunt văzute ca încurajând ordinea și stabilitatea socială în moduri în care cunoașterea bazată pe rațional nu o poate face. Din această perspectivă, existența unor relatări neraționale ale realității poate fi explicată prin beneficiile pe care acestea le oferă societății.
Potrivit funcționaliștilor, „religia servește mai multor funcții, cum ar fi furnizarea de răspunsuri la misterele spirituale, oferirea de confort emoțional și crearea unui loc pentru interacțiune socială și control social. […] Unele dintre cele mai importante funcții ale religiei, dintr-o perspectivă funcționalistă, sunt oportunitățile pe care le creează pentru interacțiunea socială și formarea de grupuri. Oferă sprijin social și ajut[ la crearea de rețele sociale, oferind un loc de întâlnire cu alți oameni care au valori similare și un loc pentru a căuta ajutor (spiritual și material) în momente de nevoie.” 

### Raționalism
Raționaliștii obiectează față de abordările fenomenologice și funcționaliste, susținând că aceste abordări nu reușesc să explice de ce cei care cred în sistemele de cunoaștere neștiințifice consideră că ideile lor sunt corecte, chiar și atunci când știința a arătat că sunt greșite.  Raționaliștii spun că nu se pot explica formele de cunoaștere în termenii efectelor psihologice sau sociale benefice pe care un observator extern le poate vedea și subliniază importanța abordării subiectului din punctul de vedere al celor care cred în religie.  Oamenii nu cred în Dumnezeu, nu practică magia sau cred că vrăjitoarele provoacă nenorociri pentru că aceștia consideră că se asigură singuri din punct de vedere psihologic sau pentru a obține o mai mare coeziune socială pentru grupurile lor sociale. 
Scriitorii raționaliști din secolul al XIX-lea, asemenea spiritelor evoluționiste din vremurile lor, au avut tendința de a explica lipsa de raționalitate și dominația credințelor false în lumile premoderne în termenii echipamentului mental deficitar al oamenilor de atunci. Astfel de oameni erau văzuți ca având o mentalitate prelogică sau nerațională. Gândirea raționalistă a secolului al XX-lea a respins în general o astfel de viziune, motivând că oamenii premoderni nu aveau minți inferioare, ci nu aveau condițiile sociale și culturale necesare pentru a promova raționalismul.
Raționaliștii văd istoria societăților moderne ca fiind ascensiunea cunoștințelor științifice și declinul ulterior al credințelor neraționale. Unele dintre aceste credințe, cum ar fi magia și vrăjitoria, au dispărut, în timp ce altele, cum ar fi religia, au devenit marginalizate. Această perspectivă raționalistă a condus la teorii ale secularizării de diferite feluri. 

## Tipologia grupurilor religioase

O diagramă a continuumului tipologiei biserică-sectă care include biserica, denominația, secta, cultul, noua mișcare religioasă și secta instituționalizată

În sociologia religiilor, grupurile religioase sunt clasificate ca biserici, confesiuni, secte sau culte (acum mai frecvent denumite în studii ca noi mișcări religioase).  Tipologia biserică-sectă își are originile în opera lui Max Weber. Există un continuum al unei premise de bază de-a lungul căruia se încadrează religiile, variind de la sectele orientate spre protest până la biserici care mențin echilibrul. Acest continuum include mai multe tipuri suplimentare. Sociologii dau acestor cuvinte definiții precise care diferă de modul în care sunt utilizate în mod obișnuit. Aceștia folosesc cuvintele „cult” și „sectă” fără conotații negative, chiar dacă utilizarea populară a acestor cuvinte este adesea peiorativă. 
Bisericile sunt organismele religioase care coexistă într-o stare de tensiune cu mediul lor social relativ scăzută. Ele au credințe și practici „sigure" în raport cu cele ale populației generale. Acest tip de organisme religioase sunt mai mult de afirmare a lumii, astfel încât încearcă să coexiste în mod pașnic cu lumea seculară și sunt organizații cu un nivel scăzut de tensiune.
Sectele sunt organizații cu tensiune ridicată care nu se încadrează bine în mediul social existent. De obicei, ele sunt mai atractive pentru cei mai puțin privilegiați din societate - proscriși, minorități sau săraci - deoarece minimalizează plăcerile lumești, punând accentul pe promisiunile din alte lumi. Atunci când liderii bisericii se implică prea mult în probleme seculare, sectele încep să se desprindă din biserica existentă. Adepții pot ajunge să își formeze propria sectă și dacă, în timp, secta capătă un număr semnificativ de adepți, aproape inevitabil se transformă în biserică, devenind în cele din urmă parte a curentului principal.
Un cult este o mișcare religioasă care face o nouă afirmație despre supranatural și, prin urmare, nu se încadrează ușor în ciclul sectă-biserică. Toate religiile au început ca și culte, iar liderii lor oferă noi perspective, susținând că ele reprezintă Cuvântul lui Dumnezeu. Sunt adesea mișcări cu tensiune ridicată care antagonizează cu lumea lor socială și/sau sunt antagonizate de aceasta.  
Denominația se află între biserică și sectă pe continuum. Denominațiile apar atunci când bisericile își pierd monopolul religios într-o societate. Când bisericile sau sectele devin confesiuni, există și unele schimbări în caracteristicile denominațiilor.

## Religiozitate
Unii sociologi ai religiilor explorează analiza teoretică a dimensiunilor sociologice ale religiozității. De exemplu, Charles Y. Glock este  bine cunoscut pentru schema sa cu 5 dimensiuni ale naturii angajamentului religios. Lista sa constă din următoarele variabile: credință, cunoștințe, experiență, practică (uneori subdivizată în ritual privat și public) și consecințe. Primele patru dimensiuni ale lui Glock s-au dovedit foarte utile în cercetare, deoarece, în general, sunt ușor de măsurat în ancheta pe bază de chestionar.   În mod similar, contribuția lui Mervin F. Verbit a fost o scală de religiozitate cu douăzeci și patru de dimensiuni, care include măsurarea religiozității prin șase „componente” diferite ale acesteia: ritual, doctrină, emoție, cunoaștere, etică, comunitate și de-a lungul a patru dimensiuni: conținut, frecvență, intensitate, centralitate.   

## Secularizarea și religia civilă
Secularismul este mișcarea generală de depărtare față de religiozitate și credință spirituală către o orientare rațională, științifică, tendință observată atât la națiunile industrializate musulmane, cât și la cele creștine. În Statele Unite ale Americii, mulți politicieni, sisteme judiciare, școli și afaceri îmbrățișează secularismul.  În legătură cu procesele de raționalizare asociate cu dezvoltarea modernității, a fost prezis în lucrările multor sociologi clasici că religia va avea un declin.  Ei au susținut că va exista o separare a religiei de instituții precum statul, economia și familia.  În ciuda pretențiilor multor teoreticieni și sociologi clasici, imediat după Al Doilea Război Mondial, mulți teoreticieni contemporani au criticat teza secularizării, susținând că religia a continuat să joace un rol vital în viața indivizilor din întreaga lume. În Statele Unite, în special, mersul la biserică a rămas relativ stabil în ultimii 40 de ani. În Africa, apariția creștinismului a avut loc foarte rapid. În timp ce acest continent poate revendica aproximativ 10 milioane de creștini în 1900, estimări recente apropie acest număr de 200 de milioane.  Ascensiunea islamului ca religie mondială majoră, în special influența sa recentă în Occident, reprezintă o altă dezvoltare semnificativă. Peter Berger, un sociolog american, consideră că secularizarea este rezultatul unei crize socio-structurale majore în religie, cauzată de pluralism. Pluralismul este prezența și coexistența liberă a numeroase grupuri distincte într-o singură societate.  Statele Unite ale Americii este o țară sunt atât foarte religioasă, cât și foarte pluralistă, remarcându-se printre alte națiuni industrializate și bogate în acest sens.  Pe scurt, secularizarea presupusă ca scădere a religiozității ar putea părea a fi un mit, în funcție de definiția sa și de definirea domeniului său de aplicare. De exemplu, unii sociologi au susținut că participarea constantă la slujbă și credința religioasă personală pot coexista cu o scădere a influenței autorităților religioase asupra problemelor sociale sau politice. În plus, prezența regulată sau afilierea nu se traduce neapărat într-un comportament conform învățăturilor doctrinare.
Cu alte cuvinte, s-ar putea ca numărul de membri să fie în continuare în creștere, dar asta nu înseamnă că toți membrii respectă cu fidelitate regulile comportamentelor pioase așteptate de la aceștia. În acest sens, religia poate fi văzută ca fiind în declin din cauza capacității sale scăzute de a influența comportamentul.

### Economia religioasă
Potrivit lui Rodney Stark, David Martin a fost primul sociolog contemporan care a respins categoric teoria secularizării. Martin chiar a propus ca și conceptul de secularizare să fie eliminat din discursul științific social, pe motiv că a servit doar scopurilor ideologice și pentru că nu existau dovezi ale vreunei treceri generale de la o perioadă religioasă în ceea ce privește problemele umane la o perioadă seculară.  Stark este binecunoscut pentru pionierat. Acesta a construit împreună cu William Sims Bainbridge o teorie a economiei religioase, conform căreia societățile care restricționează oferta religioasă, fie printr-un monopol religios de stat impus, fie prin secularizare susținută de stat, sunt principalele cauze ale scăderii religiozității.  În consecință, cu cât o societate are mai multe religii, cu atât este mai probabil ca populația să fie religioasă.  Acest lucru contrazice viziunea mai veche asupra secularizării, care afirmă că, dacă o comunitate religioasă liberală este tolerantă, având o gamă largă de credințe, atunci este mai puțin probabil ca populația să aibă anumite convingeri comune, astfel încât nimic nu poate fi împărtășit și reificat într-un context comunitar, conducând la o reducere a respectării religioase.  Modelul economiei religioase a stârnit o dezbatere aprinsă în rândul sociologilor cu privire la întrebarea dacă modelele de piață se potrivesc cu practicile religioase și asupra măsurilor în care acest model de comportament religios este specific Statelor Unite. 

### Peter Berger
Peter Berger a observat că, în timp ce cercetătorii care susțin teoria secularizării au susținut de mult timp că religiozitatea are să scadă inevitabil în lumea modernă, astăzi, o mare parte dintre oameni sunt la fel de religioși ca întotdeauna. Acest lucru indică falsitatea teoriei secularizării. Pe de altă parte, Berger observă, de asemenea, că secularizarea poate fi într-adevăr a avut loc în Europa, în timp ce Statele Unite și alte regiuni au continuat să rămână religioase, în ciuda modernității ridicate. Dr. Berger a sugerat că motivul pentru aceasta poate avea de-a face cu sistemul de învățământ. În Europa, profesorii sunt impuși de autoritățile școlare, iar părinții europeni  trebuie să accepte predarea laică, în timp ce în Statele Unite, școlile au fost în mare parte sub controlul autorităților locale, iar părinții americani, oricât de neavizați, puteau concedia profesorii. Berger mai notează că, spre deosebire de Europa, America a cunoscut o creștere a protestantismului evanghelic sau a„creștinilor născuți din nou”.  :78 

### Bryan Wilson
Bryan R. Wilson este un scriitor care se ocupă de secularizare și care este interesat de natura vieții într-o societate dominată de cunoștințele științifice. Opera sa urmează tradiția lui Max Weber, care a văzut societățile moderne ca fiind locuri în care raționalitatea domină viața și gândirea. Weber a perceput raționalitatea ca fiind preocupată de identificarea cauzelor și de elaborarea eficienței tehnice, cu accent pe modul în care funcționează lucrurile și cu calcularea modului în care acestea pot fi făcute să funcționeze mai eficient. Și îl interesa mai puțin motivul pentru care sunt acestea sunt așa cum sunt. Potrivit lui Weber, astfel de lumi raționale sunt dezamăgitoare. Întrebările existențiale despre misterele existenței umane, despre cine suntem și de ce suntem aici, au devenit din ce în ce mai puțin semnificative.
Wilson  insistă asupra faptului că sistemele neștiințifice - și în special cele religioase - au cunoscut un declin ireversibil al influenței lor. El s-a angajat într-o lungă dezbatere cu cei care contestă teza secularizării, unii dintre aceștia susținând că religiile tradiționale, cum ar fi cele centrate pe biserică, au fost înlocuite de o abundență de religii netradiționale, cum ar fi cultele și sectele de diferite tipuri. Alții susțin că religia a devenit o chestiune individuală, mai degrabă decât una colectivă și organizată. În timp ce unii sugerează că au apărut alternative funcționale la religia tradițională, cum ar fi naționalismul și patriotismul, pentru a promova solidaritatea socială. Wilson acceptă prezența unei mari varietăți de forme neștiințifice de semnificație și cunoaștere, dar susține că aceasta este de fapt o dovadă a declinului religiei. Creșterea numărului și a diversității acestor sisteme este o dovadă a îndepărtării religiei din poziția structurală centrală pe care o ocupa în epoca premodernă.

### Ernest Gellner
Spre deosebire de Wilson și Weber, Ernest Gellner  (1974) recunoaște că există dezavantaje în a trăi într-o lume a cărei principală formă de cunoaștere se limitează la fapte despre care nu putem face nimic și care nu ne oferă nici un ghid despre cum să trăim și cum să ne organizăm. În acest sens, suntem mai rău decât oamenii premoderni, ale căror cunoștințe, deși incorecte, cel puțin le-au oferit modele de trăi. Cu toate acestea, Gellner insistă că aceste dezavantaje sunt mult depășite de uriașele progrese tehnologice pe care le-au experimentat societățile moderne ca urmare a aplicării cunoștințelor științifice.
Gellner nu susține că cunoștințele non-științifice sunt pe cale de dispariție. De exemplu, el acceptă că religiile de diferite forme continuă să atragă adepți. El recunoaște, de asemenea, că alte forme de credință și semnificație, cum ar fi cele oferite de artă, muzică, literatură, cultura populară (un fenomen specific modern), consumul de droguri, protestul politic și așa mai departe sunt importante pentru mulți oameni. Cu toate acestea, el respinge interpretarea relativistă a acestei situații – că în modernitate, cunoașterea științifică este doar una dintre multele relatări ale existenței, toate având valabilitate egală. Acest lucru se datorează faptului că, pentru Gellner, astfel de alternative la știință sunt profund nesemnificative, deoarece sunt lipsite de putere din punct de vedere tehnic, spre deosebire de știință. El vede preocupările moderne cu sens  ca o auto-indulgență care este posibilă doar pentru că cunoștințele științifice au permis lumii noastre să avanseze atât de departe. Spre deosebire de cei din epoca premodernă, a căror prioritate absolută era să obțină cunoștințe științifice pentru a începe să se dezvolte, noi ne putem permite să ne relaxăm în luxul lumii noastre bine dotate și să medităm la astfel de întrebări, pentru că putem lua ca atare lumea pe care știința a construit-o pentru noi.

### Michel Foucault
Michel Foucault a fost un poststructuralist care a văzut existența umană ca fiind dependentă de forme de cunoaștere – discursuri – care funcționează ca limbi. Limbile/discursurile definesc realitatea pentru noi. Pentru a gândi cât de cât, suntem obligați să folosim aceste definiții. Cunoștințele pe care le avem despre lume ne sunt oferite de limbajele și discursurile pe care le întâlnim în vremurile și locurile în care ne trăim viața. Astfel, cine suntem, ce știm că este adevărat și ceea ce credem sunt construite discursiv.
Foucault a definit istoria ca ascensiunea și declinul discursurilor. Schimbarea socială se referă la schimbări ale formelor predominante de cunoaștere. Sarcina istoricului este de a însemna aceste schimbări și de a identifica motivele acestora. Spre deosebire de raționaliști, însă, Foucault nu a văzut niciun element de progres în acest proces. Pentru el, ceea ce este distinctiv la modernitate este apariția discursurilor preocupate de controlul și reglarea corpului. Ascensiunea discursurilor centrate pe corp a implicat în mod necesar un proces de secularizare. Discursurile premoderne erau dominate de religie, unde lucrurile erau definite ca fiind bune și rele, iar viața socială era centrată în jurul acestor concepte. Odată cu apariția societăților urbane moderne, discursurile științifice au preluat controlul, iar știința medicală a fost un element crucial al acestor noi cunoștințe. Viața modernă a devenit din ce în ce mai supusă controlului medical – supravegherea medicală, așa cum a numit-o Foucault.
Ascensiunea la putere a științei, și în special a medicinei, a coincis cu o reducere progresivă a puterii formelor religioase de cunoaștere. De exemplu, normalitatea și devianța au devenit mai mult o chestiune de sănătate și boală decât de bine și rău, iar medicul a preluat de la preot rolul de a defini, promova și vindeca devianța. 

### Alte perspective
BBC News a scris despre un studiu realizat de fizicieni și matematicieni care a încercat să folosească modelarea matematică (dinamica neliniară) pentru a prezice viitoarele orientări religioase ale populațiilor. Studiul sugerează că religia se îndreaptă către „extincție” în diferite națiuni în care aceasta a fost în declin: Australia, Austria, Canada, Cehia, Finlanda, Irlanda, Țările de Jos, Noua Zeelandă și Elveția. Modelul ia în considerare nu numai numărul aflat în schimbare al oamenilor cu anumite credințe, ci și încearcă să atribuie valori de utilitate ale unei credințe în fiecare națiune.  
Thomas Luckmann susține că sociologia religiilor ar trebui să înceteze să se preocupe de formele tradiționale și instituționalizate ale religiei. Luckmann indică în schimb „problema religioasă” care este „problema existenței individuale”. În acest caz, la fel ca și în cel al apariției modernității, crearea de semnificații religioase s-a mutat mai mult în domeniul individual.  :82

## Globalizarea
Sociologia religiilor continuă să ia amploare în întreaga lume, încercând să înțeleagă relația dintre religie și globalizare. Două abordări mai vechi ale globalizării includ teoria modernizării, o teorie derivată din funcționalism, și teoria sistemelor lumii, o abordare marxistă. Una dintre diferențele dintre aceste teorii este dacă ele percep capitalismul ca fiind  un lucru pozitiv sau dimpotrivă, unul problematic. Cu toate acestea, ambele teorii presupun că modernizarea și capitalismul vor diminua stăpânirea religiei.

Dimpotrivă, pe măsură ce globalizarea s-a intensificat, multe culturi diferite au început cerceteze diverse religii și să încorporeze diferite credințe în societățile lor.  Au apărut noi interpretări care recunosc aceste tensiuni. De exemplu, conform lui Paul James și Peter Mandaville :
Religia și globalizarea s-au împletit una cu cealaltă de când imperiile timpurii au încercat să-și extindă raza de acțiune peste ceea ce ei percepeau a fi spațiu-lume. Procesele de globalizare au dus cosmologiile religioase – inclusiv concepțiile tradiționale despre universalism – până la capătul lumii, în timp ce aceste cosmologii au legitimat procesele de globalizare. Această dinamică de interrelație a continuat până în prezent, dar cu contradicții schimbătoare, uneori noi și intensificatoare. 

## Religia și peisajul social
Nu numai că religia modelează instituții sociale la scară largă, cum ar fi guvernarea și mișcările sociale, ea joacă un rol în familii, rasă, sex, clasă și vârstă - lucruri implicate în viața de zi cu zi.

### Familiile
Unul dintre cei buni indicatori ai religiozității la vârsta adultă este atmosfera religioasă din cadrul familiilor și a educației primite în familie, având în vedere că practicile și credințele religioase se transmit din generație în generație. În funcție de tipul de religie din familie, aceasta poate implica o structură familială diferită.  De exemplu, catolicii practicanți tind să aibă familii mai mari  deoarece biserica catolică se opune atât contracepției, cât și avortului,  ei merg la liturghie în fiecare duminică, și cel mai adesea își trimit copiii la confirmare (ritual bisericesc la vârsta adolescenței).  Familiile evreiești pun accent pe grijă și bunătate, acest lucru ajutându-le să aibă un impact de durată asupra comunității lor, deoarece fac parte dintr-o cultura minoritară a lumii.
Copiii primesc o moștenire religioasă de la părinți și de la societatea care îi înconjoară nemijlocit, prin instruire și (intenționat sau neintenționat) prin puterea exemplului care este modelat de valori, personalitate și interese. Moștenirea lor religioasă poate include inițierea în organizații și în religii civile sau laice.
Moștenirea lor religioasă se numără printre factorii care condiționează oamenii de-a lungul vieții, deși aceștia, ca indivizi, au reacții diverse la moștenirile lor.
Pentru cei din afară care îi cunosc, indivizii sunt identificați în parte prin moștenirea lor religioasă. De exemplu, cei născuți și crescuți în familii hinduse, evreiești sau americane sunt văzuți ca fiind ca hinduși, evrei sau americani, independent de credințele sau acțiunile lor.
Oamenii care nu își îmbrățișează moștenirea religioasă, o păstrează totuși și sunt caracterizați prin termeni precum decăzuți, nepracticanți sau lipsiți de patriotism. Cei care se despart de moștenirea lor religioasă sunt numiți apostați sau trădători și pot fi supuși pedepsei.